# Марсіо Родрігес
Марсіо Родрігес (порт. Márcio Rodrigues), також відомий як Магран (порт. Magrão, нар. 20 грудня 1978, Сан-Паулу) — бразильський футболіст, що грав на позиції півзахисника.
Виступав, зокрема, за клуби «Палмейрас» та «Інтернасьйонал», а також національну збірну Бразилії.

## Клубна кар'єра
Народився 20 грудня 1978 року в місті Сан-Паулу. У дитинстві Марсіо Родрігес ріс в дуже бідній сім'ї, через недоїдання отримав своє прізвисько Магран, яке перекладається як «Худий». Хворів бронхопневмонією і гепатитом.
Внаслідок слабкого здоров'я Маграна не взяли в школу «Палмейраса», за який він вболівав. Магран пішов у футбольну академію більш скромного клубу рідного міста, «Португеза Деспортос». Але навіть там йому дали зрозуміти, що розраховувати на статус професійного футболіста йому навряд чи доведеться. Тоді Марсіо Родрігес відправився в команду «Сан-Каетану», яка виступала в 3 дивізіоні чемпіонату штату Сан-Паулу. Там він все ж зумів пробитися у дорослу команду в 16-річному віці.
За 5 років, проведених у двох командах з південних передмість Сан-Паулу (у 1997—1998 роках Магран виступав за «Санту-Андре»), гравець звернув на себе увагу свого улюбленого клубу, який дав відмову Маграну в дитинстві, «Палмейраса». Разом з Маграном клуб «Сан-Каетану» почав сходження ієрархічними сходами ліг Бразилії, що, у підсумку, призвело скромну команду до двох поспіль срібних медалей у чемпіонаті Бразилії у 2000 і 2001 роках. Але до того моменту Магран вже виступав в «Палмейрасі», за який, в цілому, провів понад 100 матчів.
У 2002 році Магран був відданий «Палмейрасом» в оренду до того ж «Сан-Каетано». І якщо в тому році «азулао» змогли створити сенсацію, дійшовши до фіналу Кубка Лібертадорес, то куди більш титулований «Палмейрас» вилетів в Серію B. У 2003 році Магран повернувся до табору «вердао» і допоміг своїй команді виграти Серію B та повернутися в елітний дивізіон.
З 2005 по 2007 рік Магран виступав у чемпіонаті Японії за клуб «Йокогама Ф. Марінос», однак в кінці цього періоду віддавався в оренду в інший великий клуб Сан-Паулу, «Корінтіанс».
У 2007 році Магран перейшов в «Інтернасьонал», у складі якого двічі вигравав Лігу Гаушу, перемагав у товариському турнірі на Кубок Дубаї і, нарешті, у грудні 2008 року став переможцем Південноамериканського кубка.
З вересня 2009 по 2012 рік Магран виступав за клуб «Аль-Вахда» Об'єднаних Арабських Еміратів, після чого там же ще сезон провів за клуб «Дубай».
Після цього Марсіо повернувся на батьківщину і продовжував кар'єру в клубах «Наутіко Капібарібе» та «Америка Мінейру».
Завершив професійну ігрову кар'єру у клубі «Нову-Амбургу» у 2015 році.

## Виступи за збірну
2004 року дебютував в офіційних матчах у складі національної збірної Бразилії. Протягом кар'єри у національній команді, яка тривала усього 2 роки, провів у формі головної команди країни 3 матчі.

### Список матчів
1. 18 серпня 2004. Порт-о-Пренс.  Гаїті —  Бразилія — 0:6. Товариський матч.
2. 13 жовтня 2004. Масейо.  Бразилія —  Колумбія — 0:0. Відбірковий матч до ЧС-2006.
3. 27 квітня 2005. Сан-Паулу.  Бразилія —  Гватемала — 3:0. Товариський матч.

## Титули та досягнення
Сан-Каетано
- Ліга Пауліста (Серія A3) (1): 1998
- Ліга Пауліста (Серія A2) (1): 2000
- Фіналіст Кубка Лібертадорес (1): 2002

Палмейрас
- Чемпіон Бразилії в Серії B (1): 2003
- Срібний м'яч гравцеві символічної збірної чемпіонату Бразилії (1): 2004

Інтернасьйонал
- Рекопа Південної Америки (1): 2007
- Південноамериканський кубок (1): 2008
- Ліга Гаушу (2): 2008, 2009
- Кубок банку Суруга (1): 2009
- Кубок Дубаї (1): 2008

Аль-Вахда
- Чемпіон ОАЕ: 2009-10
- Володар Суперкубка ОАЕ: 2011